# ヴェダト・アルバイラク
ヴェダト・アルバイラク（Vedat Albayrak 1993年3月2日- ）はトルコの柔道選手。元ギリシャの選手。グルジア出身。一部ではカザフスタンのアスタナ出身とも報じられている。階級は81kg級。身長177cm。

## 人物
バノ・レバジシビリという名のグルジア出身者で、後にギリシャへ移住したとも言われているが、一方でカザフスタンのアスタナ出身とも言及されている。ギリシャではロマン・ムストプロスという名で活躍して、2009年のヨーロッパカデと世界カデの66kg級で5位になった。2013年にはヨーロッパジュニアの73kg級で優勝すると、世界ジュニアでは個人戦で3位、団体戦では2位になった。2014年にはグランプリ・タシュケントとU23ヨーロッパ選手権で優勝した。その後も一定の成績を収めると、2016年にはリオデジャネイロオリンピックに出場するが、初戦でエルサルバドルの選手に一本負けを喫した。その後、国籍をトルコに変更すると、ヴェダト・アルバイラクという名に変わった。2018年の世界選手権では準決勝で世界ランキング1位であるイランのサイード・モラエイに敗れるも3位になった。2021年のヨーロッパ選手権では優勝した。7月に日本武道館で開催された東京オリンピックでは初戦で永瀬貴規に反則負けを喫した。ヨーロッパ選手権では決勝で世界チャンピオンであるジョージアのタト・グリガラシビリを技ありで破って優勝した。2024年のパリオリンピックでは3回戦で永瀬に技ありで敗れた。
IJF世界ランキングは2234ポイント獲得で15位(25/3/17現在)。

## 主な戦績
- 2009年 - ヨーロッパカデ　5位(66kg級)
- 2009年 - 世界カデ　5位(66kg級)

73kg級での戦績
- 2013年 - ヨーロッパジュニア　優勝
- 2013年 - 世界ジュニア　個人戦　3位　団体戦　2位

81kg級での戦績
- 2014年 - グランプリ・ブダペスト　3位
- 2014年 - グランプリ・タシュケント　優勝
- 2014年 - U23ヨーロッパ選手権　優勝
- 2015年 - ワールドマスターズ　5位
- 2015年 - グランプリ・ブダペスト　3位
- 2015年 - グランプリ・チェジュ　3位
- 2015年 - グランドスラム・東京　5位
- 2016年 - グランプリ・ハバナ　3位
- 2016年 - グランプリ・トビリシ　3位
- 2016年 - ワールドマスターズ　3位
- 2018年 - グランプリ・チュニス　2位
- 2018年 - グランプリ・アガディール　優勝
- 2018年 - グランプリ・アンタルヤ　優勝
- 2018年 - 世界選手権　3位
- 2018年 -　グランドスラム・大阪　3位
- 2018年 -　ワールドマスターズ　3位
- 2019年 - グランプリ・マラケシュ　2位
- 2019年 - グランドスラム・ブラジリア　2位
- 2019年 -　グランドスラム・アブダビ　3位
- 2019年 -　ワールドマスターズ　3位
- 2020年 -　グランドスラム・ブダペスト　優勝
- 2021年 -　グランドスラム・アンタルヤ　優勝
- 2021年 -　ヨーロッパ選手権　優勝
- 2021年 -　グランドスラム・バクー 優勝
- 2021年 -　ヨーロッパ選手権　団体戦　3位
- 2022年 -　グランドスラム・テルアビブ 2位
- 2022年 -　グランドスラム・アンタルヤ　2位
- 2022年 -　地中海競技大会　優勝
- 2022年 - イスラム諸国連帯競技大会　優勝
- 2023年 -　グランドスラム・テルアビブ　2位
- 2023年 -　ヨーロッパ選手権 優勝
- 2024年 -　グランプリ・オディベーラス　2位
- 2024年 -　ヨーロッパ選手権 3位
- 2025年 -　グランドスラム・トビリシ　優勝

(出典、JudoInside.com)